# Markus Gier
Markus Gier   (Sankt Gallen, 1 de gener de 1970) és un remer suís, ja retirat, que va competir durant les dècades de 1990 i 2000.
El 1996 va prendre part en els Jocs Olímpics d'Estiu d'Atlanta, on formant parella amb el seu germà Michael Gier, guanyà la medalla d'or en la prova del doble scull lleuger del programa de rem. En aquests Jocs fou l'abanderat suís en la cerimònia de clausura. Quatre anys més tard, als Jocs de Sydney, fou cinquè en la mateixa prova.
En el seu palmarès també destaquen sis medalles al Campionat del món de rem, una d'or, dues de plata i tres de bronze, entre les edicions de 1989 i 1998.